# Mecopisthes crassirostris
Mecopisthes crassirostris là một loài nhện trong họ Linyphiidae.
Loài này thuộc chi Mecopisthes. Mecopisthes crassirostris được Eugène Simon miêu tả năm 1884.